# Rhyacophila pendayica
Rhyacophila pendayica is een schietmot uit de familie Rhyacophilidae. De soort komt voor in het Palearctisch gebied.